# Marquesado de Castel Bravo
El marquesado de Castel Bravo es un título nobiliario español. Fue creado por el rey Fernando VII el 10 de abril de 1808, con la denominación de Castel Bravo del Rivero, en favor de Diego Miguel Bravo del Rivero y Zavala, doctor en Leyes, caballero de las Órdenes de Santiago y Carlos III, colegial del Mayor de San Felipe y San Marcos, natural y regidor perpetuo de Lima, alcalde del crimen honorario de la Real Audiencia de esta ciudad, asesor general y auditor de Guerra del reino del Perú, que después fue también marqués consorte de Fuente Hermosa de Miranda.
En 1802 el rey Carlos IV, con motivo del casamiento de su hijo el príncipe de Asturias con la princesa María Antonia de Nápoles, había prometido la creación de cuatro títulos de Castilla en favor de otros tantos prohombres del reino del Perú, que debían ser propuestos por el virrey de acuerdo con la Real Audiencia y el Cabildo de Lima. Por recomendación de 1806, fue propuesto para una de las mercedes el magistrado y militar Bravo del Rivero, y el citado rey le concedió este marquesado en atención a «su calidad y méritos y a los de sus ascendientes», con el vizcondado previo de Zavala, mediante Real Decreto del 27 de julio de 1807. Poco después, a raíz del Motín de Aranjuez, accedió anticipadamente al trono el rey Fernando VII, cuyo primer matrimonio había sido motivo de la merced, y fue este monarca quien firmó el Real Despacho de creación en la fecha indicada.
El concesionario era hijo del oidor Pedro Bravo del Ribero y Correa y de Petronila de Zavala y Vázquez de Velasco, su mujer; sucedió en el mayorazgo de los Zavala que había poseído José de Zavala y Esquivel, su abuelo materno, y casó con María Josefa de Aliaga y Borda, III marquesa de Fuente Hermosa de Miranda.
Este título fue rehabilitado dos veces: en 1918 por el rey Alfonso XIII, quien mudaría en 1922 la denominación original por la abreviada de Castel Bravo, en favor de Álvaro Alcalá-Galiano y Osma, hijo segundo del IV conde de Casa Valencia. Y de nuevo en 1958 por el generalísimo Francisco Franco, en favor de María de la Guarda Bernaldo de Quirós y Alcalá-Galiano, hija del I marqués de Quirós y IX de Campo Sagrado, y de la VI condesa de casa Valencia.

## Lista de marqueses de Castel Bravo
|                                                                                                | Titular                                                          | Periodo                                                          |
| Marqueses de Castel Bravo del Rivero (creación por Fernando VII)                               | Marqueses de Castel Bravo del Rivero (creación por Fernando VII) | Marqueses de Castel Bravo del Rivero (creación por Fernando VII) |
| ---------------------------------------------------------------------------------------------- | ---------------------------------------------------------------- | ---------------------------------------------------------------- |
| I                                                                                              | Diego Miguel Bravo del Rivero y Zavala                           | 1808-1841                                                        |
| II                                                                                             | Pedro José Bravo del Rivero y Aliaga                             | 1848-1870                                                        |
| Marqueses de Castel Bravo Rehabilitación por Alfonso XIII en 1918 y nueva denominación en 1922 |                                                                  |                                                                  |
| III                                                                                            | Álvaro Alcalá-Galiano y Osma                                     | 1918-1936                                                        |
| «IV»                                                                                           | Emilio Alcalá-Galiano y Osma                                     | 1941-1958                                                        |
| Rehabilitación por Francisco Franco                                                            |                                                                  |                                                                  |
| IV                                                                                             | María de la Guarda Bernaldo de Quirós y Alcalá-Galiano           | 1958-2015                                                        |
| V                                                                                              | Fernanda Espinosa de los Monteros y Bernaldo de Quirós           | 2018-hoy                                                         |

## Historia genealógica
El concesionario de la merced fue
- Diego Miguel Bravo del Rivero y Zavala (Lima, 1756-Madrid, 1841), I marqués de Castel Bravo del Rivero, alcalde del crimen de la Audiencia de Lima y auditor general de Guerra del Perú. Casó en 1807 con María Josefa de Aliaga y Borda, III marquesa de Fuente Hermosa.

Por Real Carta del 19 de noviembre de 1848 sucedió su hijo
- Pedro Juan José Bravo del Rivero y Aliaga, II marqués de Castel Bravo del Rivero y IV de Fuente Hermosa de Miranda (Lima, 1809-1870). Casó en 1835 con María Dolores Boulet y Victoria de Ahumada, hija de los marqueses de Liédena. Sin descendencia.

### Rehabilitación por Alfonso XIII
Por rehabilitación y Real Carta de Alfonso XIII dada el 5 de julio de 1918, sucedió un sobrino-tataranieto del primer titular:
- Álvaro Alcalá-Galiano y Osma (1886-1936), III marqués de Castel Bravo.

En 1941, por acuerdo de la Diputación de la Grandeza sucedió su hermano
- Emilio Alcalá-Galiano y Osma (1877-1962), VI conde de Casa Valencia, grande de España, y III vizconde del Pontón (por Reales Cartas de 1915 y 1906, respectivamente), «IV marqués de Castel Bravo», diplomático de carrera, ministro plenipotenciario de España, senador vitalicio del Reino nombrado por la Corona, maestrante de Sevilla y gentilhombre de Cámara de Alfonso XIII con ejercicio y servidumbre (desde el 17 de enero de 1908).[3] Natural de Madrid, fue bautizado en la parroquial de San Sebastián el 15 de junio de 1877 y falleció en la misma villa en 1962 a los 85 años de edad. En 1941, la Diputación de la Grandeza registró a su favor los títulos de marqués de Castel Bravo (por muerte de su hermano Álvaro, antes citado) y de conde de Romilla (por fallecimiento de su hermano Juan, concesionario de esta merced). Pero tras el restablecimiento en España de la legislación nobiliaria, no solicitó la preceptiva convalidación de estas «sucesiones», sino que renunció ambas mercedes en favor de una hermana y una sobrina, que las obtuvieron mediante rehabilitación. En el condado de Romilla sucedió su hermana María del Consuelo Alcalá-Galiano y Osma por Carta de 1957.

### Rehabilitación por Francisco Franco
Por rehabilitación y Carta del 4 de julio de 1958, sucedió su sobrina
- María de la Guarda Bernaldo de Quirós y Alcalá-Galiano, IV marquesa de Castel Bravo, dama de la Real Maestranza de Granada, que nació en Madrid el 24 de septiembre de 1910; falleció soltera en la misma villa el 15 de mayo de 2015, de edad de 104 años, y fue enterrada en la capilla de su palacio de Villa, en el concejo asturiano de Langreo.[4] Hija de Jesús María Bernaldo de Quirós y Muñoz, I marqués de Quirós, IX de Campo Sagrado y II de la Isabela, X conde de Marcel de Peñalba y II vizconde de la Dehesilla, grande de España, diputado a Cortes, caballero de las Órdenes de Alcántara y Malta, maestrante de Granada y gentilhombre de Cámara de S.M. con ejercicio y servidumbre, y de María del Consuelo Alcalá-Galiano y Osma, VI condesa de Casa Valencia y III de Romilla, IV vizcondesa del Pontón, también grande de España, dama de la Reina Victoria Eugenia, de la Orden de Malta y de la Real Maestranza de Granada.

### Actual titular
Por Orden publicada en el BOE del 1.º de junio de 2018 y Real Carta del siguiente día 27, sucedió su sobrina
- Fernanda Espinosa de los Monteros y Bernaldo de Quirós, V y actual marquesa de Castel Bravo, que nació en Madrid el 11 de julio de 1942 y no ha tomado estado. Es hermana del actual marqués de Valtierra, y la mayor de los siete hijos nacidos del matrimonio de Galinda Bernaldo de Quirós y Alcalá-Galiano con Francisco Javier Espinosa de los Monteros y Herreros de Tejada, III marqués de Valtierra. Su madre era hermana de la anterior marquesa de Castel Bravo, y la menor de los cuatro hijos que tuvieron los primeros marqueses de Quirós.